# Alexander Duda
Alexander Duda (Monaco di Baviera, 1° marzo 1955) è un attore e doppiatore tedesco.

## Biografia
Duda ha frequentato dal 1975 al 1978 un corso di recitazione presso la Otto-Falckenberg-Schule di Monaco di Baviera. Già durante gli studi recitò nella miniserie in tre parti prodotta dalla BR Sachrang. 
Dal 1989 al 1992 interpretò Adolf Grandauer nella serie Löwengrube, anch'essa prodotta dalla BR. 
Duda recita dal novembre 2006 (episodio 81) nella serie televisiva della ZDF Die Rosenheim-Cops nel ruolo del direttore della polizia Gert Achtziger. Da allora fa parte del cast fisso della serie.

### Vita privata
Alexander è sposato con l'attrice Jutta Schmuttermaier, è figlio di Gernot Duda e fratello di Solveig Duda.

## Filmografia

### Televisione
- Tatort - serie TV (1988, 1989)
- Löwengrube - serie TV (1989-1992)
- Anwalt Abel - serie TV (1991-1994)
- Ein Bayer auf Rügen - serie TV (1993)
- Soko 5113 - serie TV (16 episodi) (1993-1997,2018)
- Un dottore tra le nuvole (Der Bergdoktor) - serie TV (1994)
- Lutz & Hardy - serie TV (1994)
- Peter Strohm - serie TV (1995)
- L'ispettore Derrick (Derrick) - serie TV (1997)
- Der Komödienstadel - serie TV (9 episodi) (1997-2014)
- Zwei Brüder - serie TV (7 episodi) (1997-2000)
- Dr. Stefan Frank - Der Arzt, dem die Frauen vertrauen - serie TV (1999)
- Buongiorno professore (Unser Lehrer Doktor Specht) - serie TV (1999)
- Café Meineid - serie TV (1999-2000)
- Der Alte - serie TV (2000-2009)
- Un ciclone in convento (Um Himmels Willen) - serie TV (4 episodi)
- La casa del guardaboschi (Forsthaus Falkenau) - serie TV (3 epoca) (2002-2017)
- Die Rosenheim-Cops  - serie TV (2003,2006)
- München 7 - serie TV (2004)
- Siska - serie TV (4 episodi) (2004-2008)
- Unter Verdacht - serie TV (2006)
- Rosa Roth - serie TV (2007)
- Meine wunderbare Familie - serie TV (2009)
- Die Garmisch-Cops - serie TV (2012)
- Im Schleudergang - serie TV (2015)
- Lena Lorenz - serie TV (2020)
- In aller Freundschaft - serie TV (2022)

## Doppiaggio

### Cinema
- Vincent D'Onofrio in Ed Wood
- Stephen Fry in Lo Hobbit - La desolazione di Smaug, Lo Hobbit - La battaglia delle cinque armate
- Dave Bautista in Guardiani della Galassia, Guardiani della Galassia Vol. 2, Blade Runner 2049,Escape Plan - Fuga dall'inferno, Avengers: Infinity War, Avengers: Endgame, Thor: Love and Thunder, Guardiani della Galassia Vol. 3
- Mark Lewis Jones in Child 44 - Il bambino n. 44

### Serie televisive
- Matt Servitto in Prime Suspect
- Roger Ashton-Griffiths in Il Trono di Spade
- Peter Friedman in Succession
- David Horovitch in House of the Dragon
- Lenny Henry in Il Signore degli Anelli - Gli Anelli del Potere

### Animazione
- Skipper in Planes, Planes 2 - Missione antincendio
- Sig. Bergermeister in Frankenweenie
- Leodore Lionheart in Zootropolis
- Gran Papà in Frozen II - Il segreto di Arendelle